# Wallsbüll
Wallsbüll (tiếng Đan Mạch: Valsbøl) là một đô thị thuộc huyện Schleswig-Flensburg, trong bang Schleswig-Holstein, nước Đức. Đô thị Wallsbüll có diện tích 13,23 km², dân số thời điểm 31 tháng 12 năm 2006 là 914 người.